# Croton serratus
Croton serratus är en törelväxtart som beskrevs av Johannes Müller Argoviensis. Croton serratus ingår i släktet Croton och familjen törelväxter. Inga underarter finns listade i Catalogue of Life.